# Josef Argauer
Josef Argauer (Viena, 15 de novembre de 1910 – 10 d'octubre de 2004) va ser un entrenador de futbol austríac.
Va ser l'entrenador de la selecció d'Àustria de futbol durant la Copa del Món de la FIFA de 1958.